# Jegor Semjonowitsch Stulow

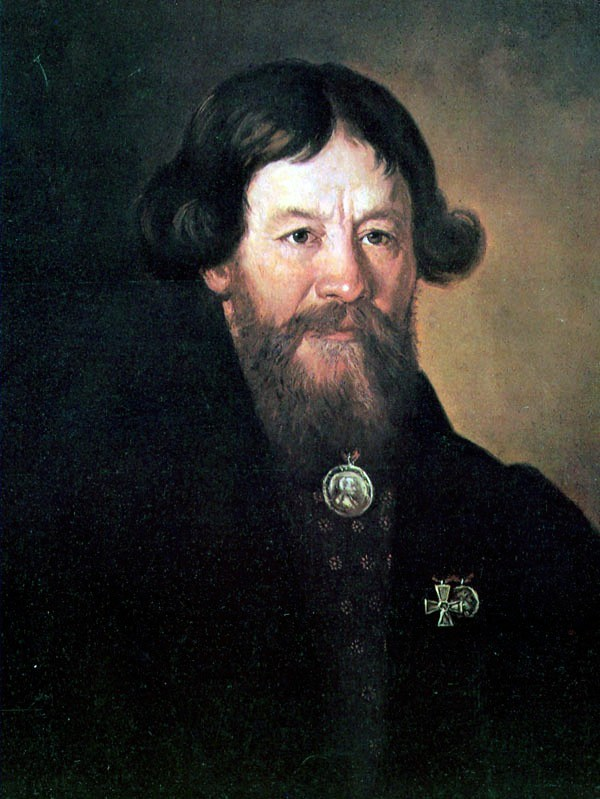
Jegor Semjonowitsch Stulow (Michail Terebenjow, 1813)

Jegor Semjonowitsch Stulow (russisch Егор Семёнович Стулов; * 1777; † 1823) war ein russischer Bauer, Wolost-Ältester und Partisanenführer.

## Leben
Stulow war gewählter Ältester der Wolost Wochna des Ujesd Bogorodsk des Gouvernements Moskau.
Während des Krieges 1812 besetzten Einheiten der Grande Armée unter Marschall Ney Bogorodsk und versorgten sich in der Umgebung mit Fourage und Lebensmitteln. In Wochna trat die Wolost-Versammlung zusammen und beschloss, eine Partisanenabteilung der Bauern zur Selbstverteidigung zu bilden, deren Leitung Gerassim Kurin übertragen wurde. Daneben hatte Stulow bereits eine Reiterabteilung von etwa 500 Mann organisiert. Darauf meldeten Kurin und Stulow sich beim Kommandeur der Wladimir-Landwehr Fürst Boris Golizyn, der ihnen zur Unterstützung eine Abteilung mit 20 Kosaken zuordnete. Es kam im September und Oktober zu sieben Treffen mit den Franzosen, bei denen sie den Franzosen die erbeuteten Lebensmittel abnahmen und Gefangene nahmen. Damit blockierten sie praktisch die Straße nach Wladimir und verhinderten ein weiteres Vordringen der Franzosen nach Osten.
Stulow wurde für seine Leistungen als einziger Bauer mit dem den Soldaten vorbehaltenen Georgskreuz geehrt und erhielt den Rang eines Ehrenhaften Bürgers. Nach Kriegsende bestellte der Kommandeur der Partisanenabteilung Generalleutnant Iwan Dorochow bei dem jungen Maler Michail Terebenjow Stulows Porträt.